# Adenanthos cuneatus
Adenanthos cuneatus é uma espécie de arbusto da família Proteaceae endêmica da Austrália Ocidental. Foi descrita cientificamente pelo botânico Jacques Labillardière.